# Mikaschewitschy
Mikaschewitschy ist eine Kleinstadt in Belarus. Die Einwohnerzahl betrug im Jahr 2015 12.855.

## Lage
Mikaschewitschy liegt nördlich des Prypjat nahe der Einmündung des Slutsch im äußersten Südosten der Breszkaja Woblasz im Rajon Luninez unmittelbar südlich der Fernstraße M10 rund 258 km östlich von Brest. Durch den Ort führt die Bahnstrecke von Brest nach Masyr.

## Geschichte

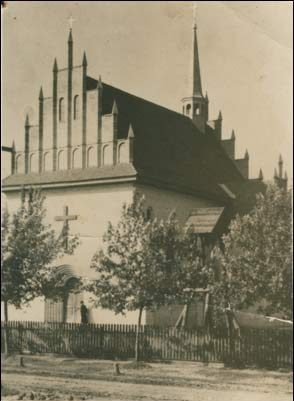
Kirche in Mikaschewitschy im Jahr 1937

Der Ort wurde im Jahr 1785 erstmals erwähnt. Hier fanden Geheimverhandlungen zwischen russischen und polnischen Emissären während des Polnisch-Sowjetischen Krieges in der zweiten Jahreshälfte 1919 statt. 1921 wurde das Gebiet des Ortes an Polen abgetreten und trug den Namen Mikaszewicze. 1939 wurde er von der Sowjetunion annektiert und in die Weißrussische SSR eingegliedert. 1941 wurde er im Zuge des Überfalls auf die Sowjetunion vom Deutschen Reich besetzt, aber im Jahr 1944 von der Sowjetunion zurückerobert. Seither war die Stadt Teil der Weißrussischen SSR und nach dem Zerfall der Sowjetunion von Belarus. 1950 wurde Mikaschewitschy zum Rajonshauptort; sein Rajon wurde aber 1960 dem Rajon Luninez zugeschlagen. 1976 wurde ein bedeutender Steinbruch eröffnet. Stadtrechte erhielt Mikaschewitschy im Jahr 2005.

## Sport
Der Fußballverein FK Hranit Mikaschewitschy (Граніт Мікашэвічы) spielte vier Spielzeiten erstklassig in der Wyschejschaja Liha sowie lange Zeit in der Perschaja Liha, der zweithöchsten Spielklasse in Belarus.

## Persönlichkeiten
- Swjatlana Zichanouskaja (* 1982), belarussische parteilose Bürgerrechtlerin